# Mesothen montana
Mesothen montana är en fjärilsart som beskrevs av William Schaus 1911. Mesothen montana ingår i släktet Mesothen och familjen björnspinnare. Inga underarter finns listade i Catalogue of Life.